# Kroontjeskruidroest
De kroontjeskruidroest (Melampsora helioscopiae) is een autoecische schimmel behorend tot de familie Melampsoraceae. De schimmel infecteert alleen kroontjeskruid. Sommige botanici beschouwen het als een synoniem van Melampsora euphorbiae.

## Kenmerken
Spermogonia
De spermogonia zijn geel.
Aecia
De oranje aecia komen zowel op de bladeren als de stengels voor. Ze hebben geen peridium.
Uredinia
De oranje uredinia hebben naast de  21-23 × 20-21 µm grote urediniosporen ook veel knotsvormige parafysen. De kop van de parafyse heeft een diamater van 17-25 µm  en de wand is 4-5 µm dik.
Telia
De zwartbruine telia komen zowel op de voorkant als de achterkant van het blad voor. Ze zitten subepidermaal.

## Fotogalerij

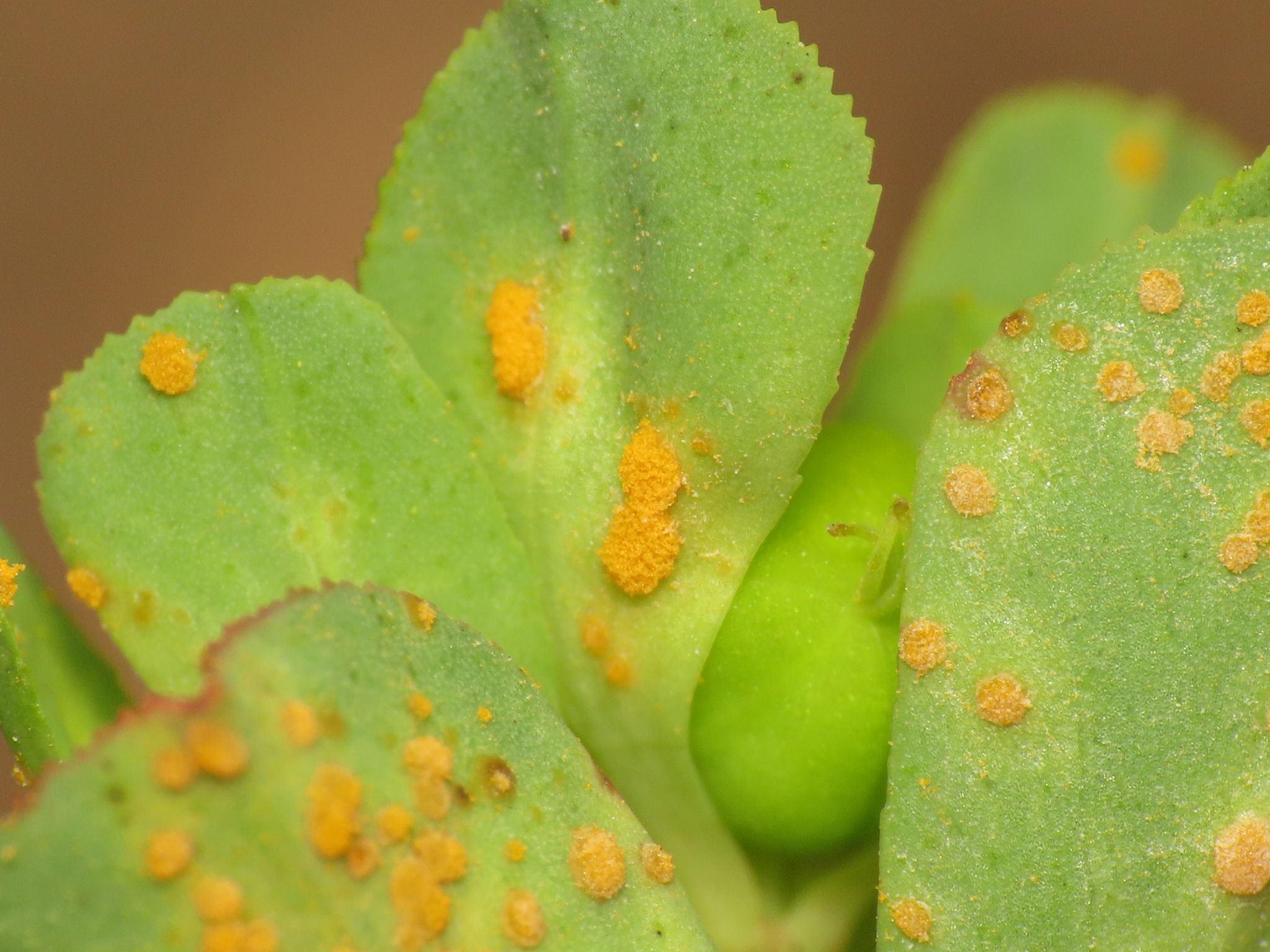
Uredinia op kroontjeskruid
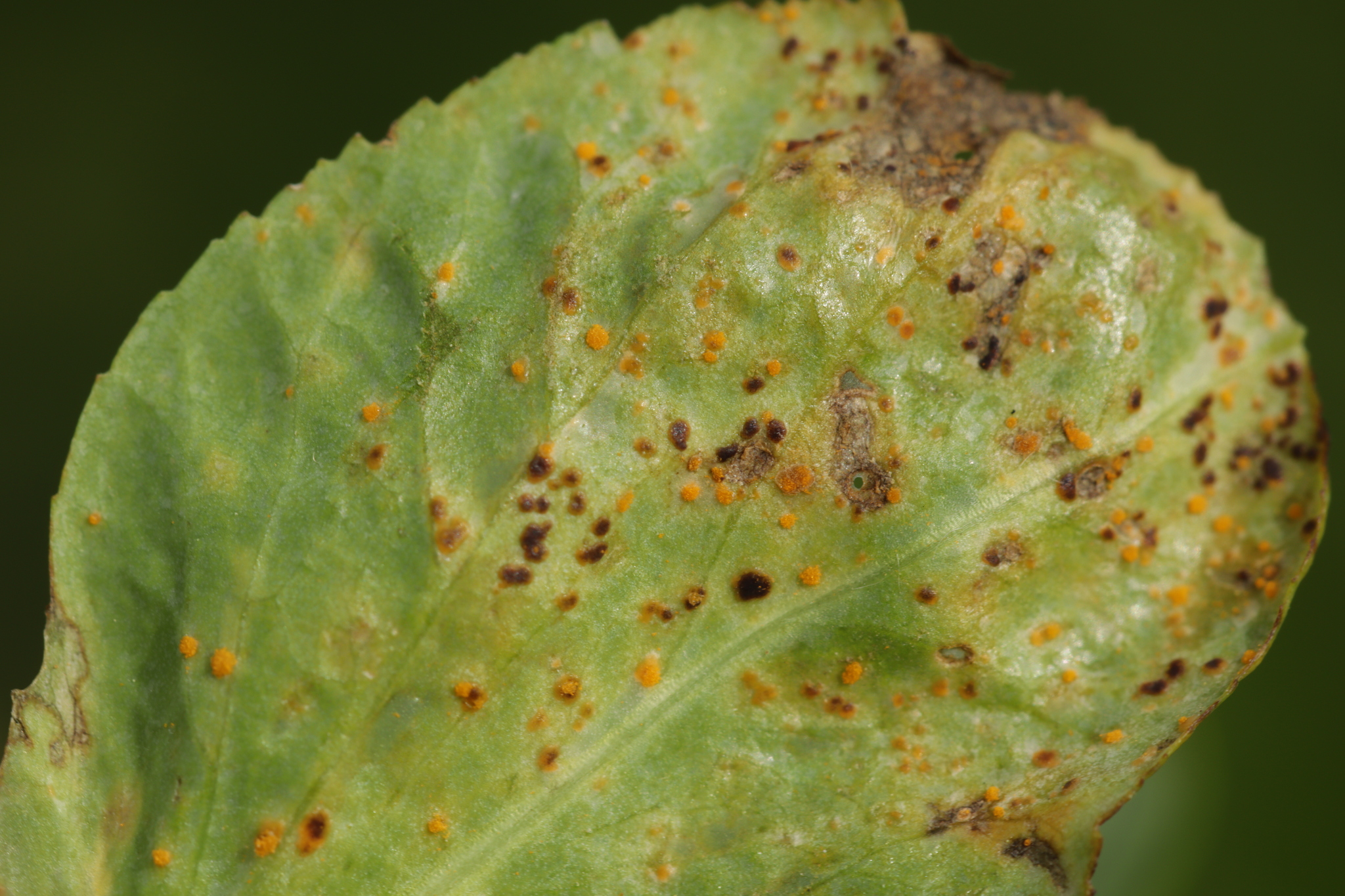
Telia op kroontjeskruid